# Gianni Baghino
Giovanni „Gianni“ Baghino (* 25. Juni 1919 in Carloforte; † 23. April 1995 ebenda) war ein italienischer Schauspieler.

## Leben
Baghino, braunhaarig, von mittlerer, aber kräftiger Statur und immer finster aussehend, begann nach einer mäßig erfolgreichen Zeit als Boxer im italienischen Kino der Nachkriegszeit eine stetige Karriere als beliebter Neben- und Charakterdarsteller, der von 1947 bis zu seinem Tode aktiv war. Die Mehrzahl seiner Filme drehte er zwischen 1955 und 1967, als er meist in Genreproduktionen als Polizist oder kleiner Gauner, als Zuhälter oder Nachtwächter, als Schmuggler oder einfacher Dorfbewohner auftrat. Seine wohl wichtigste Rolle spielte er früh, 1952 als Gegenspieler von Paul Muni in Imbarco a mezzanotte.

## Filmografie (Auswahl)
- 1947: Il passatore
- 1952: Giacomo (Imbarco a mezzanotte)
- 1964: Samson gegen die Korsaren des Teufels (Sansone contro il corsaro nero)
- 1995: Romanzo da un giovane povero